# Ashton Bell
Ashton Bell (née le 7 décembre 1999 à Deloraine, dans la province du Manitoba) est une joueuse canadienne de hockey sur glace. Elle évolue au poste d'attaquante dans la ligue élite féminine universitaire puis bascule au poste de défenseure en 2019. Elle remporte une médaille d'or olympique aux Jeux de Pékin en 2022 et participe au championnat du monde 2021 où elle est sacrée championne avec l'équipe du Canada .

## Biographie

### Carrière en ligue
Ashton Bell commence sa carrière universitaire dans la NCAA en 2017, au sein des Bulldogs de Minnesota Duluth qui a vu passer dans son programme de nombreuses championnes tel que Caroline Ouellette d’à Jocelyne Larcoque ou encore Erika Holst.
Pour sa saison recrue, elle termine au second rang des marqueuses de son équipe avec 23 points en 35 matchs. Pour sa deuxième saison 2018-2019, elle stagne à 17 points bien qu'elle réalise une série de cinq matchs multi-points et qu'elle remporte le titre d'athlète académique de la division WCHA . En 2019, son entraîneur la transfert sur la ligne défensive ce qui lui permet de s'épanouir avec une saison remplie de records et récompenses . Bell est sélectionnée dans la première équipe d’étoiles de la WCHA, nommée pendant quatre semaines « joueuse de la semaine de la WCHA » et classée 6e meilleure pointeuse des défenseures du championnat national NCAA. Elle mène toutes les défenseures de la division WCHA avec 32 points en 36 matchs, devenant la défenseure qui a inscrit le plus de points dans l'équipe depuis la saison 2010-2011 et la troisième qui a inscrit le plus de buts en une seule saison dans l'histoire du programme . À la suite de ces performances, elle est nommée capitaine des Bulldogs la saison suivante , emmenant son équipe jusqu'au Frozen four du championnat pour la première fois en plus d'une décennie . Bell est sélectionnée dans l'équipe d'étoiles du Frozen four, dans la deuxième équipe d'étoiles de la NCAA et pour la troisième fois dans l'équipe académique de la WCHA. 
Pour la saison 2021-2022, elle fait partie du groupe centralisée à Calgary pour la préparation olympique.
En 2024, elle évolue avec l’équipe d'Ottawa dans la  ligue professionnelle de hockey féminin (LPHF).[réf. nécessaire]

### Carrière internationale
Ashton Bell représente le Canada pour la première fois en 2016, lors du championnat du monde des moins de 18 ans. Elle réussit son entrée avec six points en cinq matchs, ce qui fait d'elle la meilleure marqueuse du tournoi et lui offre une place dans l'équipe d'étoiles du tournoi. Pour l'édition 2017 de la même compétition, le Canada lui offre le poste de capitaine  et elle ramène une seconde médaille d'argent consécutive. En 2018, Bell se joint à l'équipe des moins de 22 ans pour la Coupe des nations . 
Elle est sélectionnée en équipe sénior pour la première fois en 2021 pour le championnat du monde, deux ans après être passée du poste d'attaquante à celui de défenseure. Elle remporte une médaille d'or et s'envole pour Pékin l'année suivante , récoltante cette fois une médaille d'or olympique .

## Statistiques

### En club
| Saison      | Équipe                       | Ligue       |                   | Saison régulière  | Saison régulière  | Saison régulière  | Saison régulière  | Saison régulière  |                   | Séries éliminatoires | Séries éliminatoires | Séries éliminatoires | Séries éliminatoires | Séries éliminatoires |
| Saison      | Équipe                       | Ligue       | PJ                | B                 | A                 | Pts               | Pun               | PJ                | B                 | A                    | Pts                  | Pun                  |                      |                      |
| 2017-2018   | Bulldogs de Minnesota-Duluth | NCAA        | 35                | 11                | 12                | 23                | 6                 |                   |                   |                      |                      |                      |                      |                      |
| 2018-2019   | Bulldogs de Minnesota-Duluth | NCAA        | 35                | 5                 | 12                | 17                | 25                |                   |                   |                      |                      |                      |                      |                      |
| 2019-2020   | Bulldogs de Minnesota-Duluth | NCAA        | 36                | 11                | 21                | 32                | 10                |                   |                   |                      |                      |                      |                      |                      |
| 2020-2021   | Bulldogs de Minnesota-Duluth | NCAA        | 19                | 4                 | 10                | 14                | 4                 |                   |                   |                      |                      |                      |                      |                      |
| 2021-2022   | Bulldogs de Minnesota-Duluth | NCAA        | Saison en cours ? | Saison en cours ? | Saison en cours ? | Saison en cours ? | Saison en cours ? | Saison en cours ? | Saison en cours ? | Saison en cours ?    | Saison en cours ?    | Saison en cours ?    |                      |                      |
| Totaux NCAA | Totaux NCAA                  | Totaux NCAA | 125               | 31                | 55                | 86                | 45                |                   |                   |                      |                      |                      |                      |                      |

### En équipe nationale
| Année | Équipe          | Compétition                   |   | PJ | B | A | Pts | Pun | +/-               |  | Résultat |
| 2016  | Canada - 18 ans | Championnat du monde - 18 ans | 5 | 3  | 3 | 6 | 0   | +6  | Médaille d'argent |  |          |
| 2017  | Canada - 18 ans | Championnat du monde - 18 ans | 5 | 2  | 0 | 2 | 0   | +1  | Médaille d'argent |  |          |
| 2021  | Canada          | Championnat du monde          | 7 | 1  | 2 | 3 | 0   | +4  | Médaille d'or     |  |          |
| 2022  | Canada          | Jeux olympiques               | 7 | 1  | 4 | 5 | 0   | +5  | Médaille d'or     |  |          |

## Honneurs personnels

### En équipe nationale
- Nommée dans l'équipe d'étoiles pour le championnat du monde des moins de 18 ans 2016.
- Nommée dans le Top 3 de son équipe pour le championnat du monde des moins de 18 ans 2017.

### Ligue universitaire
- 2019[1] : 
  - Nommée athlète académique de la division WCHA.
  - Sélectionnée dans l'équipe d'étoiles académique de la WCHA.
- 2020[1] : 
  - Nommée athlète académique de la division WCHA.
  - Sélectionnée dans l'équipe d'étoiles académique de la WCHA.
  - Nommée pendant quatre semaines « joueuse de la semaine de la WCHA »[3].
  - Sélectionnée dans la première équipe d’étoiles de la WCHA
- 2021[1] :  
  - Nommée athlète académique de la division WCHA.
  - Sélectionnée dans l'équipe d'étoiles académique de la WCHA.
  - Most valuable player de l'équipe.
  - Récipiendaire du Trophée Maroon and Gold selon le vote de l'équipe.
  - Nommée dans la deuxième équipe d'étoiles du championnat NCAA.
  - Sélectionnée dans l'équipe d'étoiles du Frozen four.
  - Défenseur de l'année de la WCHA.